# Chalabre
Chalabre – miejscowość i gmina we Francji, w regionie Oksytania, w departamencie Aude.
Według danych na rok 1990 gminę zamieszkiwały 1262 osoby, a gęstość zaludnienia wynosiła 81 osób/km² (wśród 1545 gmin Langwedocji-Roussillon Chalabre plasuje się na 289. miejscu pod względem liczby ludności, natomiast pod względem powierzchni na miejscu 516.).

## Zabytki
Zabytki w miejscowości posiadające status Monument historique:
- kościół Saint-Pierre (Église Saint-Pierre)
- ratusz (Hôtel de ville)